# Нейротоксин

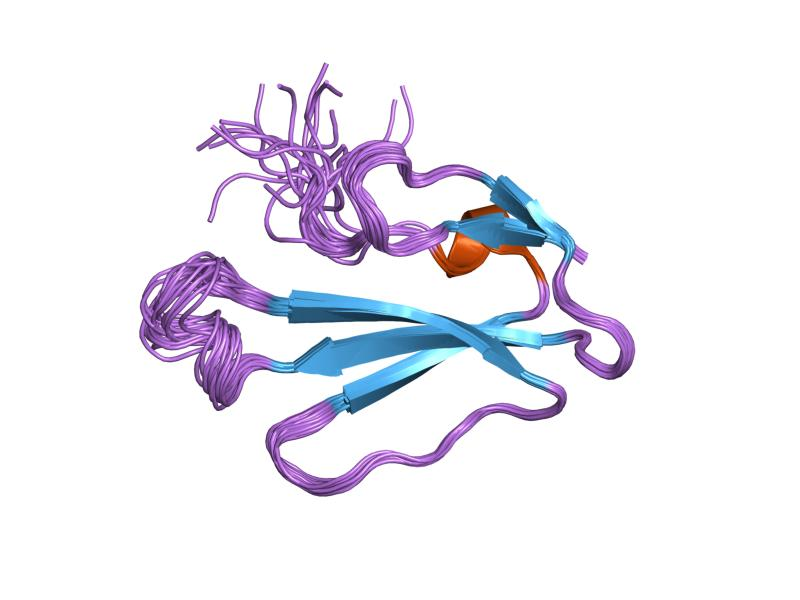
Структурное схематичное пространственное изображение молекулы нейротоксина I

Нейротокси́ны — яды, в том числе токсины, специфически действующие на нервные клетки, обычно взаимодействуя с белками мембраны, такими как ионные каналы. Некоторые нейротоксины поражают нервную ткань, но, например, α-бунгаротоксин, который относится к нейротоксинам, поражает нервно-мышечные синапсы.
Нейротоксинами являются алкоголь, никотин, ботулотоксин, понератоксин, тетродотоксин, батрахотоксин, компоненты ядов пчёл, пауков, скорпионов, змей, саламандр, также фосфороорганические боевые отравляющие вещества, такие как VX, VR, VG, GV, зарин, табун, зоман. Ярко выраженным нервно-паралитическим действием для членистоногих обладают, например, ДДВФ (дихлофос), пиретроиды (более современные и безопасные инсектициды). 
Мощные нейротоксины, такие как батрахотоксин, воздействуют на нервную систему деполяризацией нейроцитов и миоцитов, увеличивая проницаемость клеточной мембраны для ионов натрия.
Многие яды и токсины, используемые организмами, например некоторыми растениями, для своей защиты от позвоночных, являются нейротоксинами.
Наиболее частый эффект от контакта — паралич, наступающий очень быстро. Некоторыми животными нейротоксины используются при охоте, так как парализованная жертва становится удобной добычей.